# Victoire von Frankreich
Victoire von Frankreich (vollständiger Name Marie Louise Thérèse Victoire; * 11. Mai 1733 in Versailles; † 7. Juni 1799 in Triest) war die fünfte Tochter und das siebte Kind des französischen Königs Ludwig XV. und seiner polnischen Gemahlin Maria Leszczyńska. Als Tochter des Königs war sie eine fille de France und Prinzessin von Frankreich und Navarra.
Ursprünglich als Madame Quatrième bekannt (ihre ältere Schwester Marie Louise starb im Februar 1733, vor ihrer Geburt) wurde sie später Madame Victoire genannt. Sie überlebte acht ihrer neun Geschwister; nur ihre ältere Schwester Marie Adélaïde starb erst knapp ein Jahr nach ihr.

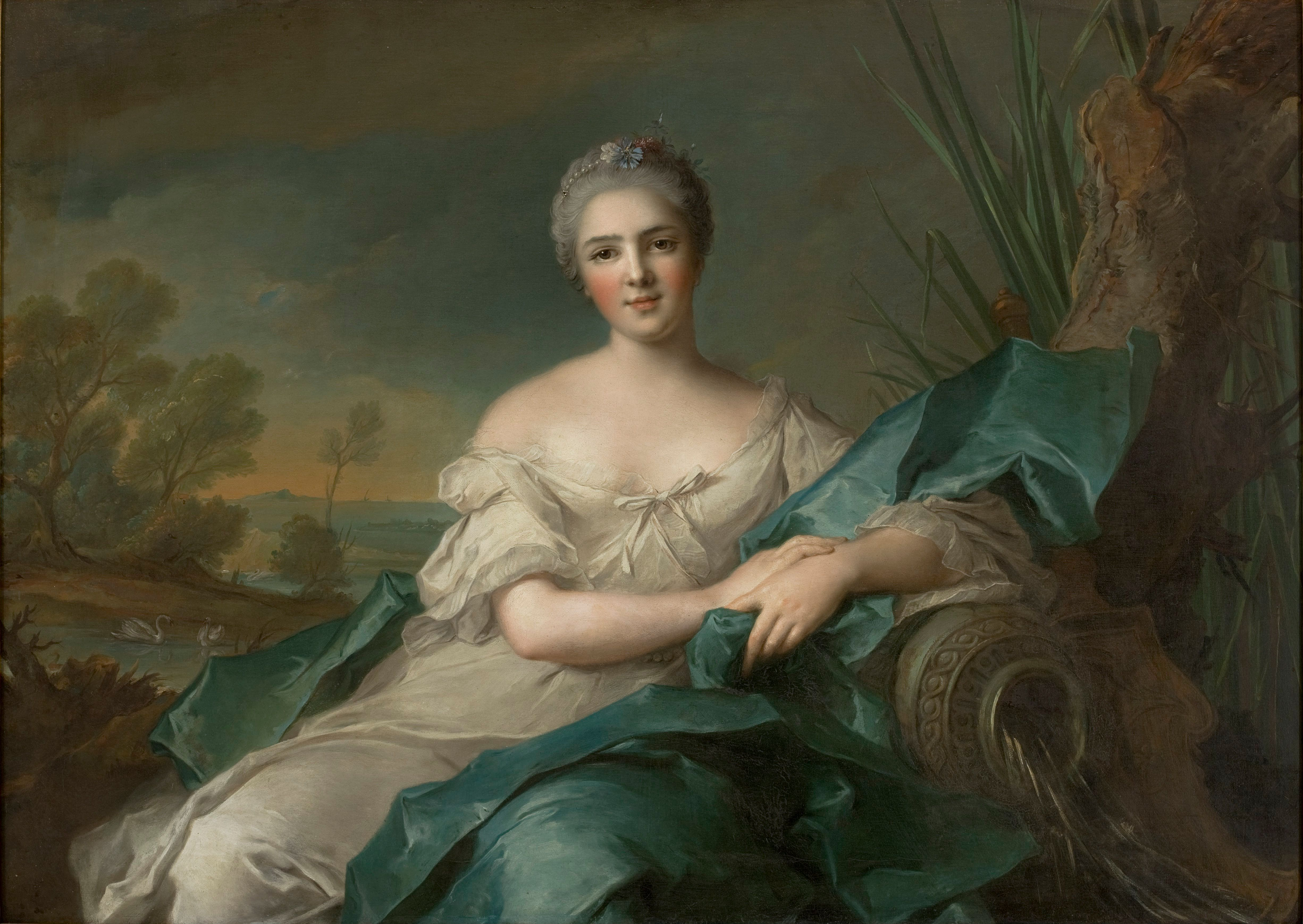
Victoire von Frankreich, als „Wasser“ (1751) von Jean-Marc Nattier

## Versailles
Victoire de France wurde im Palast von Versailles geboren. Im Gegensatz zu den älteren Kindern Ludwigs XV. (einschließlich Adélaïde, nur ein Jahr älter als sie) wurde sie nicht in Versailles aufgezogen, sondern lebte stattdessen in der Abtei Fontevrault.
Im Alter von 15 Jahren durfte sie an den Hof ihres Vaters zurück. Sie teilte die moralische Entrüstung ihrer religiösen Mutter und ihrer Geschwister über die häufigen offenen Ehebrüche des Königs. Die nahen Familienmitglieder wandten sich zunehmend vom König ab, als dieser sich immer mehr seinen Mätressen, unter anderen Madame de Pompadour und später Madame du Barry widmete.
Häufig wurde Victoire als die schönste der Königstöchter betrachtet, heiratete aber dennoch nie.
Im Jahre 1753 wurde erwogen, sie mit ihrem Schwager Ferdinand VI. von Spanien zu vermählen, weil seine Frau damals schwer krank war. Trotz ihrer Krankheit lebte die spanische Königin aber noch fünf Jahre.
Im Dezember 1765 starb Victoires älterer Bruder Louis Ferdinand in Fontainebleau im Alter von 36 Jahren an Tuberkulose. Victoire trauerte sehr um ihn, wie dies auch alle ihre Schwestern taten. Die Familie rückte erneut enger zusammen. 1768 gab das Ableben der Königin Maria Leszczyńska in Versailles zu neuer Trauer Anlass. Der Kummer wurde noch durch die Tatsache verschlimmert, dass Ludwig XV. sich eine neue Mätresse, die Comtesse du Barry, zugelegt hatte. Victoire und ihre Schwestern waren eifersüchtig, dass ihr königlicher Vater so viel Zeit mit seinen zahlreichen Mätressen verbrachte.

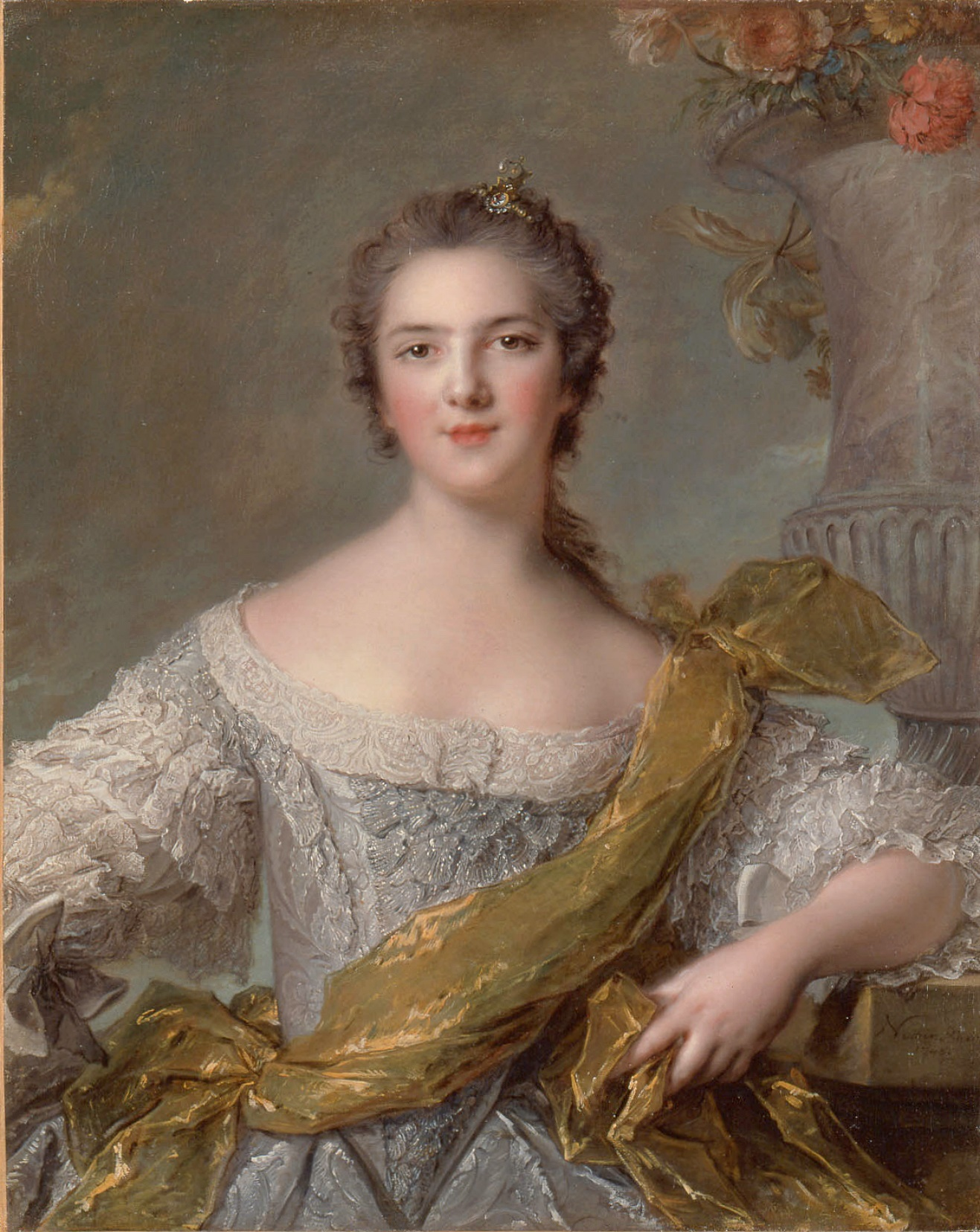
Madame Victoire, 1748 von Jean-Marc Nattier

Am 16. Mai 1770 heiratete Victoires Neffe, der Dauphin und spätere König Ludwig XVI. die Erzherzogin Marie-Antoinette in Versailles. Victoire und ihre ältere Schwester Adélaïde  versuchten, über den Einfluss der jungen Gemahlin des Dauphins auf den König die Madame du Barry loszuwerden, doch funktionierte dieser Plan nur vorübergehend. Obwohl die neue Dauphine zunächst tatsächlich die Comtesse du Barry brüskierte, änderte sie ihr Verhalten schnell wieder, als sie von ihrer mächtigen Mutter, der Kaiserin Maria Theresia, darauf aufmerksam gemacht wurde, dass sie durch ein derartiges Benehmen eine Verschlechterung der Beziehungen zwischen Österreich und König Ludwig XV. hervorrufen würde. Die Töchter des Königs bekamen schließlich doch noch ihren Willen, als Ludwig XV. Madame du Barry aus Versailles kurz vor seinem Tod 1774 wegschickte, damit er die Sterbesakramente der katholischen Kirche erhalten konnte. Sein Nachfolger Ludwig XVI., Victoires Neffe, verbannte dann die machtlose Mätresse dauerhaft vom Hofe.
Für die „Mesdames“, wie die überlebenden Töchter Ludwigs XV. zusammen genannt wurden, trat eine bedeutende Änderung ihrer Lebensumstände während der Herrschaft Ludwigs XVI. ein. Obwohl die Prinzessinnen bei Hofe bleiben durften und ihre Wohnung in Versailles behielten, vergaßen die Höflinge von Versailles bald auch diese Damen und waren stattdessen viel mehr darum bemüht, ihre Treue zu Ludwig XVI. und seiner Frau unter Beweis zu stellen. Victoire und ihre ältere Schwester Adélaïde bereisten deshalb das Land in verschwenderischem Stil. Solche teuren Reisen waren eine ständige finanzielle Belastung für den Staatshaushalt und trugen somit dazu bei, den Ausbruch der Französischen Revolution herbeizuführen.

## Französische Revolution
Nach der Erstürmung von Versailles durch eine Armee von hungrigen Pariser Frauen am 6. Oktober 1789 nahmen Victoire und Adélaïde als die einzigen überlebenden Kinder Ludwigs XV. ihren Wohnsitz im Château de Bellevue. Entsetzt über neue revolutionäre Gesetze gegen die katholische Kirche verließen die religiösen Schwestern am 20. Februar 1791 Frankreich in Richtung Italien, obwohl sie verhaftet und für mehrere Tage in Arnay-le-Duc festgehalten wurden, bevor sie abreisen durften.
In Italien besuchen sie zuerst ihre Nichte Clotilde, Königin von Sardinien, die Schwester Ludwigs XVI., in Turin. Am 16. April 1791 kamen sie in Rom an.

## Tod
Als Folge des zunehmenden Einflusses des revolutionären Frankreichs waren die Schwestern gezwungen, ständig weiterzuziehen. Sie begaben sich 1796 nach Neapel, wo Maria Karolina, die Schwester Marie-Antoinettes, Königin war. Sie reisten dann 1799 nach Korfu und schließlich nach Triest, wo Victoire an Brustkrebs starb. Adélaïde starb ein Jahr später in Rom. Die Leichname der beiden Prinzessinnen wurden später von ihrem Neffen, König Ludwig XVIII., nach Frankreich zurückgebracht und in der Kathedrale von Saint-Denis beigesetzt.
Madame Victoires Neffen und Nichten waren unter anderem der Herzog Ferdinand von Parma, die französischen Könige Ludwig XVI., Ludwig XVIII. und Karl X., ferner Madame Élisabeth und die Königin Maria Luise von Spanien. Ihre Patentochter war Angélique Victoire, Comtesse de Chastellux.

## Ahnentafel
| Ahnentafel Madame Victoire                 | Ahnentafel Madame Victoire                                                          | Ahnentafel Madame Victoire                                                          | Ahnentafel Madame Victoire                                      | Ahnentafel Madame Victoire                                      | Ahnentafel Madame Victoire                                              | Ahnentafel Madame Victoire                                              | Ahnentafel Madame Victoire                                         | Ahnentafel Madame Victoire                                         |
| ------------------------------------------ | ----------------------------------------------------------------------------------- | ----------------------------------------------------------------------------------- | --------------------------------------------------------------- | --------------------------------------------------------------- | ----------------------------------------------------------------------- | ----------------------------------------------------------------------- | ------------------------------------------------------------------ | ------------------------------------------------------------------ |
| Urgroßeltern                               | Louis de Bourbon, dauphin de Viennois (1661–1711) Maria Anna von Bayern (1660–1690) | Louis de Bourbon, dauphin de Viennois (1661–1711) Maria Anna von Bayern (1660–1690) | Viktor Amadeus II. (1666–1732) Anne Marie d’Orléans (1669–1728) | Viktor Amadeus II. (1666–1732) Anne Marie d’Orléans (1669–1728) | Jan Karol Opaliński (1642–1695) Zofia Czarnkowska Opalińska (1660–1701) | Jan Karol Opaliński (1642–1695) Zofia Czarnkowska Opalińska (1660–1701) | Rafał Leszczyński (1650–1703) Anna Leszczyńska (1660–1727)         | Rafał Leszczyński (1650–1703) Anna Leszczyńska (1660–1727)         |
| Großeltern                                 | Ludwig von Burgund Maria Adelaide von Savoyen (1685–1712)                           | Ludwig von Burgund Maria Adelaide von Savoyen (1685–1712)                           | Ludwig von Burgund Maria Adelaide von Savoyen (1685–1712)       | Ludwig von Burgund Maria Adelaide von Savoyen (1685–1712)       | Stanislaus Leszczyński (1677–1766) Katharina Opalińska (1680–1747)      | Stanislaus Leszczyński (1677–1766) Katharina Opalińska (1680–1747)      | Stanislaus Leszczyński (1677–1766) Katharina Opalińska (1680–1747) | Stanislaus Leszczyński (1677–1766) Katharina Opalińska (1680–1747) |
| Eltern                                     | Ludwig XV. (1710–1774) Maria Leszczynska (1703–1768)                                | Ludwig XV. (1710–1774) Maria Leszczynska (1703–1768)                                | Ludwig XV. (1710–1774) Maria Leszczynska (1703–1768)            | Ludwig XV. (1710–1774) Maria Leszczynska (1703–1768)            | Ludwig XV. (1710–1774) Maria Leszczynska (1703–1768)                    | Ludwig XV. (1710–1774) Maria Leszczynska (1703–1768)                    | Ludwig XV. (1710–1774) Maria Leszczynska (1703–1768)               | Ludwig XV. (1710–1774) Maria Leszczynska (1703–1768)               |
| Madame Victoire von Frankreich (1733–1799) |                                                                                     |                                                                                     |                                                                 |                                                                 |                                                                         |                                                                         |                                                                    |                                                                    |

## Rezeption
- Der Satz Lass sie Kuchen essen wurde bisweilen, allerdings ohne sichere Beweisbasis, Victoire zugeschrieben
- Im Film Marie Antoinette von 2006 wurde sie von Molly Shannon dargestellt.